# Devils Tower
Devils Tower (cũng gọi là Bear Lodge Butte) là một butte laccolith gồm đá lửa trong Các núi Bear Lodge (một phần của Black Hills) gần Hulett và Sundance tại quận Crook, phía đông bắc Wyoming, bên sông Belle Fourche. Nó cao 386 m bên bờ sông Belle Fourche, cao 265 m từ đỉnh đến căn cứ. Đỉnh cao 1.559 m trên mực nước biển.
Tháp Devils là Đài tưởng niệm quốc gia Hoa Kỳ đầu tiên, được thiết lập vào ngày 24 tháng 9 năm 1906, bởi Tổng thống Hoa Kỳ Theodore Roosevelt. Ranh giới của di tích bao quanh một khu vực rộng 1.347 mẫu Anh (545 ha).
Trong những năm gần đây, khoảng 1% trong số 400.000 du khách hàng năm của tượng đài leo núi Devils Tower, chủ yếu sử dụng các kỹ thuật leo núi truyền thống.